# Szakállaspapagáj-formák

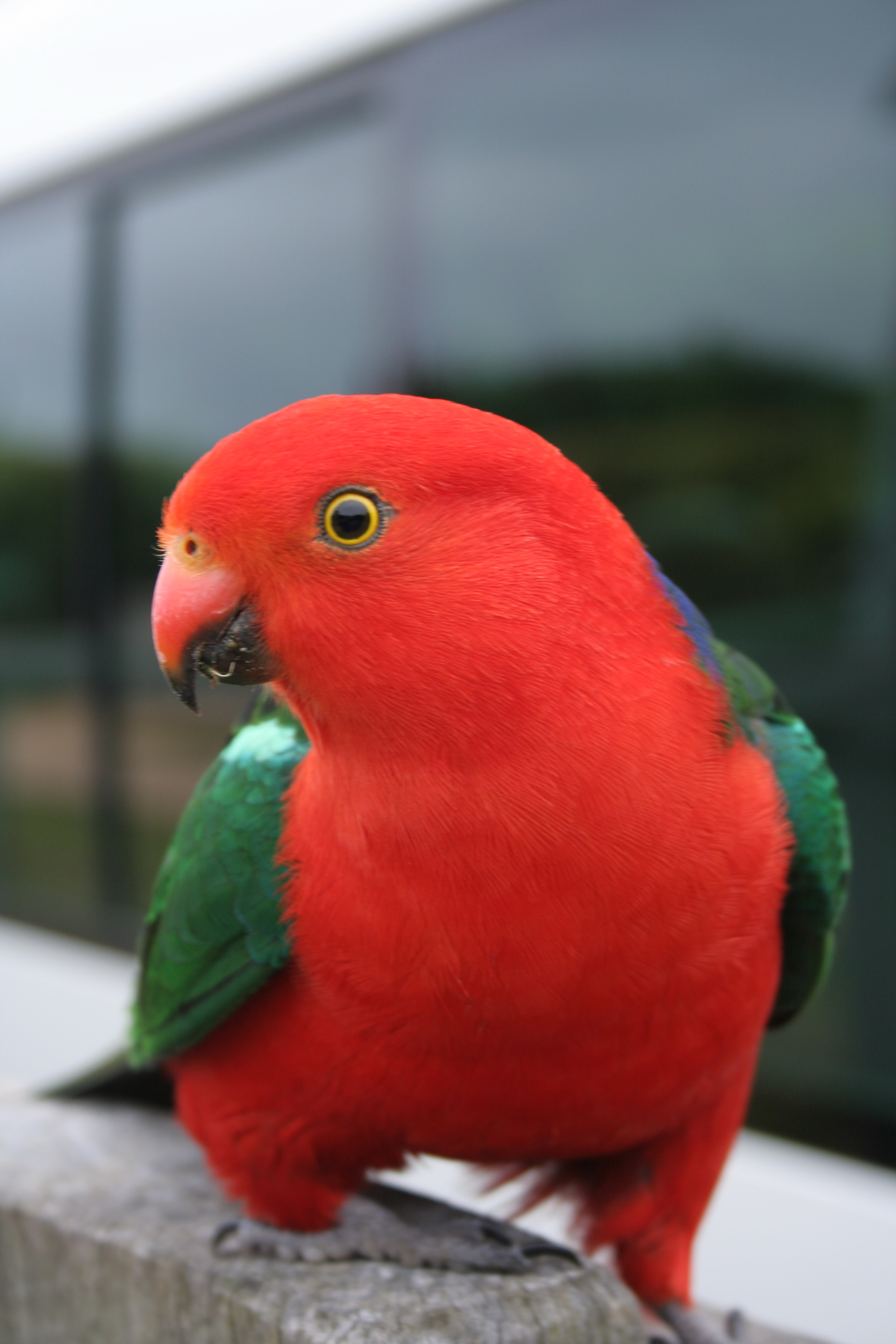
Ausztrál királypapagáj hím (Alisterus scapularis)

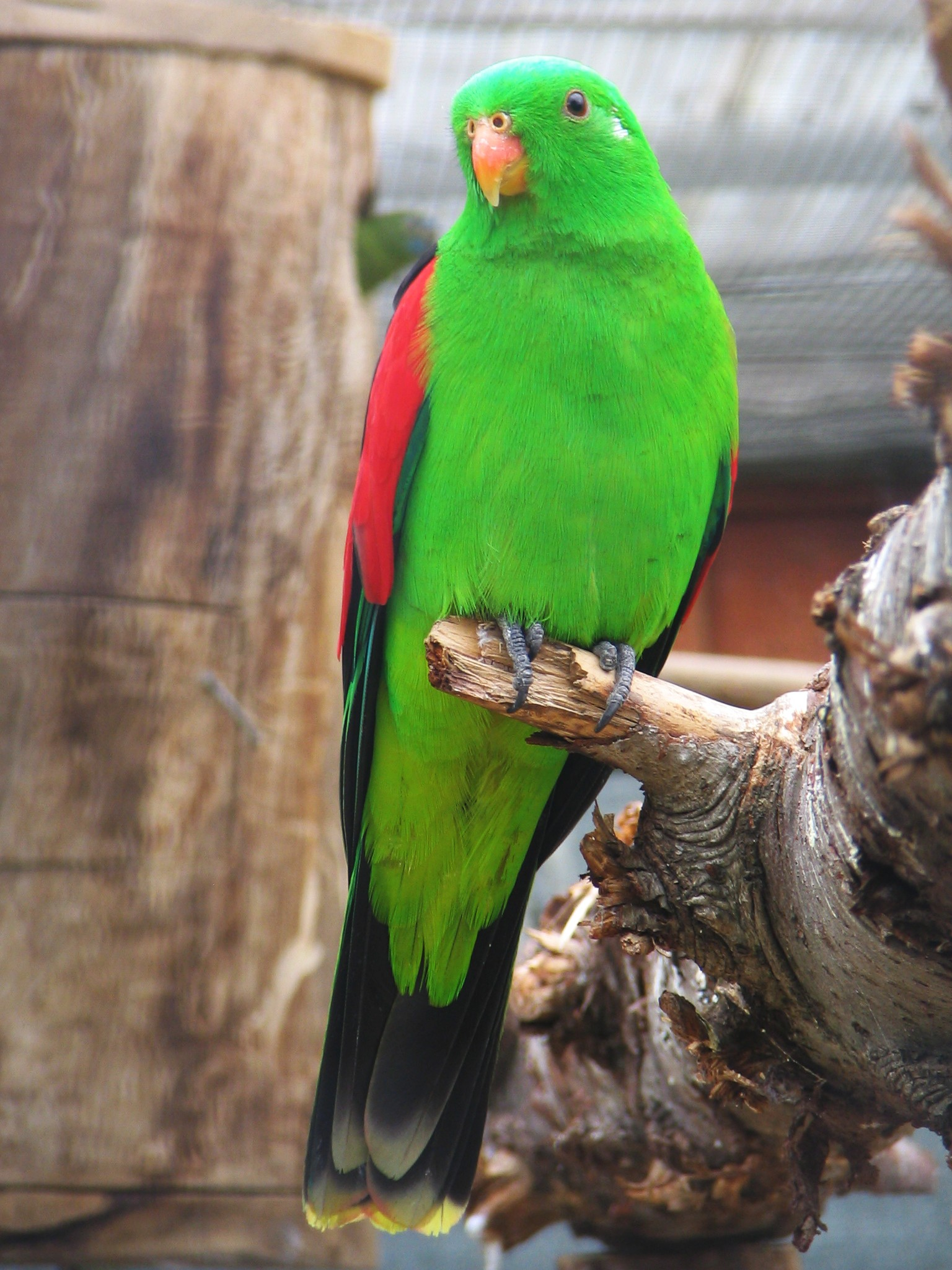
Skarlátszárnyú remetepapagáj (Aprosmictus erythropterus)

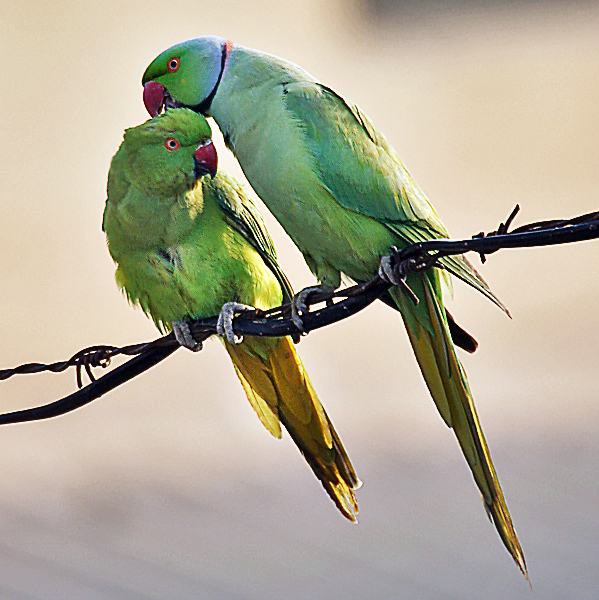
Kis sándorpapagáj (Psittacula krameri)

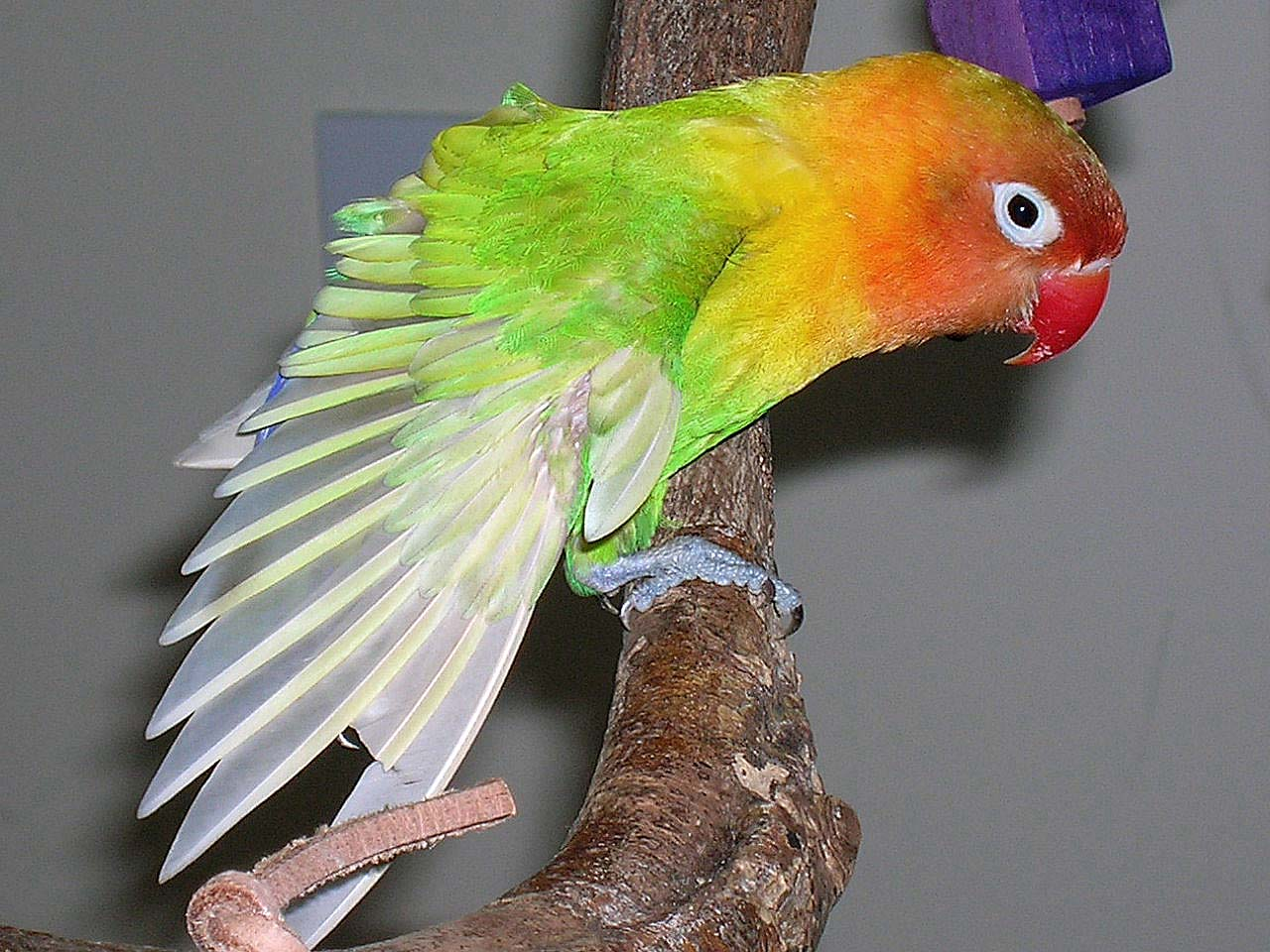
Barackfejű törpepapagáj (Agapornis fischeri)

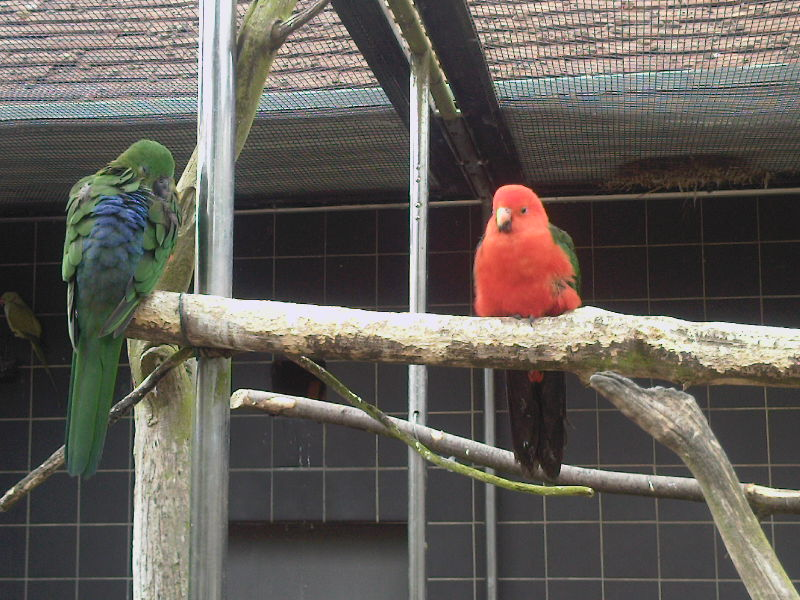
Ausztrál királypapagájok (Alisterus scapularis) a Leedsi kastélynál

A szakállaspapagáj-formák (Psittaculinae) a madarak (Aves) osztályának papagájalakúak (Psittaciformes) rendjébe és a szakállaspapagáj-félék (Psittaculidae) családjába tartozó alcsalád.

## Rendszerezés
Az alcsaládba az alábbi 3 tribusz, 16 nem és 57 faj tartozik:

### Harkálypapagáj-rokonúak(Micropsittini)
- Micropsitta Lesson, 1831
  - Vörösbegyű harkálypapagáj (Micropsitta bruijnii)
  - Finsch-harkálypapagáj (Micropsitta finschii)
  - Geelvink-harkálypapagáj (Micropsitta geelvinkiana)
  - Sárgasapkás harkálypapagáj (Micropsitta keiensis)
  - Meek-harkálypapagáj (Micropsitta meeki)
  - Barnafejű harkálypapagáj (Micropsitta pusio)

### Ragyogópapagáj-rokonúak(Polytelini)
- Polytelis Wagler, 1832
  - Hegyi ragyogópapagáj (Polytelis anthopeplus)
  - Rózsástorkú ragyogópapagáj (Polytelis alexandrae)
  - Sárgatorkú ragyogópapagáj (Polytelis swainsonii)

- Aprosmictus Gould, 1843
  - Timori remetepapagáj (Aprosmictus jonquillaceus)
  - Skarlátszárnyú remetepapagáj (Aprosmictus erythropterus)

- Alisterus Mathews, 1911
  - Malukui királypapagáj (Alisterus amboinensis)
  - Pápua királypapagáj (Alisterus chloropterus)
  - Ausztrál királypapagáj (Alisterus scapularis)

### Szakállaspapagáj-rokonúak(Psittaculini)
- Prioniturus Wagler, 1832
  - Kékfejű motmotpapagáj (Prioniturus discurus)
  - Sárgabegyű motmotpapagáj (Prioniturus flavicans)
  - Zöld motmotpapagáj (Prioniturus luconensis)
  - Buru-szigeti motmotpapagáj (Prioniturus mada)
  - Mindorói motmotpapagáj (Prioniturus mindorensis)
  - Hegyi motmotpapagáj (Prioniturus montanus)
  - Zászlósfarkú motmotpapagáj (Prioniturus platurus)
  - Mindanaói motmotpapagáj (Prioniturus waterstradti)
  - Palawani motmotpapagáj (Prioniturus platenae)
  - Sulu-szigeteki motmotpapagáj (Prioniturus verticalis)

- Eclectus Wagler, 1832
  - Sumba-szigeti nemespapagáj (Eclectus cornelia)
  - † Óceániai nemespapagáj (Eclectus infectus)
  - Pápua nemespapagáj (Eclectus polychloros)
  - Tanimbari nemespapagáj (Eclectus riedeli)
  - Malukui nemespapagáj (Eclectus roratus)

- Geoffroyus Bonaparte, 1850
  - Vörösfejű papagáj (Geoffroyus geoffroyi)
  - Zöldfejű papagáj (Geoffroyus simplex)
  - Sárgafejű papagáj (Geoffroyus heteroclitus)
  - Rennell-szigeti papagáj (Geoffroyus hyacinthinus)

- Psittinus Blyth, 1842
  - Abbott-papagáj (Psittinus abbotti)
  - Vörösvállú papagáj (Psittinus cyanurus)

- Tanygnathus Wagler, 1832
  - Kékhátú nagycsőrűpapagáj (Tanygnathus everetti)
  - Feketekantárú nagycsőrűpapagáj (Tanygnathus gramineus)
  - Kékfejű nagycsőrűpapagáj (Tanygnathus lucionensis)
  - Feketevállú nagycsőrűpapagáj (Tanygnathus megalorhynchos)
  - Celebeszi nagycsőrűpapagáj (Tanygnathus sumatranus)

- Psittacula Cuvier, 1800
  - Rózsásbegyű szakállaspapagáj (Psittacula alexandri)
  - † Mauritiusi tarajospapagáj (Psittacula bensoni)
  - Nikobári szakállaspapagáj (Psittacula caniceps)
  - Tibeti szakállaspapagáj (Psittacula derbiana)

- Belocercus  Müller & Schlegel, 1839
  - Nyílfarkú papagáj (Belocercus longicaudus vagy Psittacula longicauda)

- Himalayapsitta  Braun, 2016
  - Szilvafejű himalájapapagáj (Himalayapsitta cyanocephala vagy Psittacula cyanocephala)
  - Szürkefejű himalájapapagáj (Himalayapsitta finschii vagy Psittacula finschii)
  - Nepáli himalájapapagáj (Himalayapsitta himalayana vagy Psittacula himalayana)
  - Virágfejű himalájapapagáj (Himalayapsitta roseata vagy Psittacula roseata)

- Nicopsitta  Braun, 2016
  - Ceyloni papagáj (Nicopsitta calthropae vagy Psittacula calthrapae)
  - Malabár papagáj (Nicopsitta columboides vagy Psittacula columboides)

- Palaeornis  Vigors, 1825
  - Nagy Sándor-papagáj (Palaeornis eupatria vagy Psittacula eupatria)
  - † Seychelle-papagáj (Palaeornis wardi vagy Psittacula wardi)

- Alexandrinus  Braun, 2016
  - Mauritiusi sándorpapagáj (Alexandrinus eques vagy Psittacula echo)
  - † Rodriguezi sándorpapagáj (Alexandrinus exsul vagy Psittacula exsul)
  - Kis sándorpapagáj (Alexandrinus krameri vagy Psittacula krameri)

- † Mascarinus  Lesson, 1830
  - † Mascarenhas-papagáj (Mascarinus mascarin)